# Airtime
Az Airtime egy nyílt forráskódú online rádiós stúdió szoftver. A szoftvert rádióállomások számára fejleszti a cseh Sourcefabric nonprofit szervezet csapata saját projektjeként. A szoftver az egykori Campcaster tovább fejlesztett változata. A szoftvert szabadon tovább fejleszthető, a GNU General Public License 3. (GPL v3. Licence) értelmében. A szoftver használatához szükség van egy legalább 1,5 GHz CPU-val és 1 GB RAM-mal rendelkező virtuális szerverre, Ubuntu, Debian vagy más Linux operációs rendszerrel. Nem igényel telepítést csak egy webböngészőre és internet-hozzáférésre van hozzá szükség.

## Tulajdonságai
- Adások rögzítése, amelyeket újra lehet közvetíteni később ismétlésként
- Lejátszási listák, "okos blokkok", adásfolyamok
- Már a meglévő rádiós rendszerek, vagy DJ-k hozzákapcsolása
- Ütemezhető egyéni lejátszási listák a médiatárba feltöltött médiaanyagokból összeállítva
- 3-féle kimenő adásfolyam adható meg
- A Lejátszási előzmények követhetők amelyek PDF formátumú dokumentumba is exportálhatóak
- Többféle Widget is elérhető hozzá
- Egyénileg megadható rádió logó, név és angol nyelvű leírás, amely publikussá tehető Sourcefabric rádiós listájának oldalán
- Rendelkezik Gain szűrővel
- Weboldalakba könnyen beágyazható lejátszóval is rendelkezik
- A heti műsorrend megoszthatósága a hallgatókkal

Magyar, horvát és szerb nyelvre Magyar Zsolt fordította le 2013-2014-ben.